# Severomarianská vlajka

Severomarianská vlajka
Poměr stran: 20:39

Vlajka Severních Marian, nezačleněného území Spojených států amerických, byla přijata 31. března 1972 jako vlajka distriktu (okresu) a 4. července 1976 jako oficiální vlajka teritoria. Je tvořena modrým listem o poměru stran 20:39 (ale užívá se i 1:2 nebo 3:5) s uprostřed umístěným znakem, ovšem bez nápisů které jsou okolo znaku.
Stejně jako u ostatní tichomořských zemí symbolizuje modrý podklad Pacifik a bílá hvězda na znaku představuje ostrovy Severních Marian. Hvězda je položena na siluetu šedého kamene (místní vápenec).
Vzhled vlajky se od přijetí několikrát měnil. Roku 1989 byl přidán věnec z květin a mušlí, což je další symbol místní kultury. Také se měnil věnec, velikost a poloha hvězdy, silueta kamene nebo odstín modrého podkladu vlajky.

## Galerie

Severomarianský znak
Vlajka Organizace spojených národů (1947–1965)
Vlajka Poručenského území Tichomořské ostrovy (1965–1972)
Severomarianská vlajka  (1972–1976),  (1976–1989)
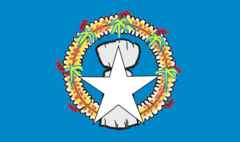
Severomarianská vlajka (1989–1991)
Severomarianská vlajka (1991–1995)